# Dwaj wędrowcy
Dwaj wędrowcy (niem. Die beiden Wanderer) – baśń opublikowana przez  braci Grimm w 1843 roku w zbiorze ich  Baśni (tom 2, nr 107).

## Treść[1]
Pewien wędrowny krawiec spotkał na swojej drodze wędrownego szewca. Obaj szli do miasta, gdzie spodziewali się zarabiać więcej. Zdecydowali się dalsza podróż odbyć wspólnie. Na miejscu obaj istotnie sporo zarobili, ale krawiec zarobił więcej, gdyż był sympatyczny i ludzie go lubili. Wywołało to zazdrość szewca, mimo że krawiec nie dbał o pieniądze i chętnie się nimi dzielił.
Jakiś czas później obaj postanowili spróbować szczęścia w stolicy. Żeby tam dojść trzeba było przejść przez las. Wiodły tam dwie drogi - po jednej z nich przebywało się w dwa dni do celu, a po drugiej w siedem. Wędrowcy nie byli pewni która z nich jest tą krótszą i zastanawiali się ile wziąć chleba na drogę. Szewc oświadczył, że weźmie zapas na siedem dni, ale krawczyk uznał, że w ten sposób tylko zmarnuje jedzenie. Polecił się opiece Boga i zabrał zapas na dwa dni.
Po dwóch dniach jedzenie krawczyka się skończyło. Szewc okazał się człowiekiem okrutnym. Nie dał się przebłagać i nie podzielił się żywnością. Piątego dnia, kiedy krawiec był ledwo żywy z głodu, dał mu kawałek chleba, ale w zamian za to krawczyk musiał się zgodzić na wydłubanie sobie prawego oka. Szóstego dnia w zamian za żywność okrutny szewc wydłubał mu drugie oko. Potem porzucił go w lesie nieopodal szubienicy, gdzie wisieli dwaj skazańcy.
Krawiec zasnął pod szubienicą, kiedy się obudził usłyszał rozmowę dwóch kruków, które mówiły ludzkim głosem. Dowiedział się z podsłuchanej rozmowy, że rosa, która opada z szubienicy zwraca każdemu kto się nią natrze utracony wzrok. Krawiec natychmiast natarł sobie oczodoły i zgodnie ze słowami kruka, zaczął znowu widzieć. Odmówił modlitwę do Boga dziękując za odzyskane oczy oraz pomodlił się za duszę powieszonych. Następnie ruszył w dalszą drogę.
Po drodze napotkał źrebię. Chciał je dosiąść by szybciej dotrzeć do stolicy, ale źrebak poprosił go by dał mu spokój, gdyż jest za młody by dźwigać takie ciężary. Krawczyk puścił źrebaka, a ten obiecał się odwdzięczyć.
Potem spotkał bociana, chciał go złapać i upiec by zaspokoić głód, ale kiedy bocian zaczął błagać o litość puścił także i jego.
Następnie spotkał stadko małych kaczuszek, chciał je złapać i zjeść, ale kiedy zobaczył rozpacz ich matki - kaczki, puścił je wolno.
Wreszcie natrafił na ul dzikich pszczół w dziupli. Liczył na to, że nabierze troszkę miodu, ale przemówiła do niego królowa, która obiecała odwdzięczyć się jeśli da im spokój. Dodała, że jeśli nie odstąpi, jej poddani pokłują go żądłami. Krawiec odstąpił wówczas od ula.
Jakiś czas później krawiec dotarł w końcu do stolicy, gdzie zaspokoił głód. Tam podjął pracę zgodnie ze swoim fachem i szybko zyskał duże uznanie, prestiż i pieniądze. W końcu sam król mianował go nadwornym krawcem. Okazało się jednak, że w tym samym czasie, jego dawny okrutny towarzysz, szewc został na królewskim dworze nadwornym szewcem. Kiedy ujrzał krawca przeraził się, że może się on zemścić. Postanowił uprzedzić ewentualną zemstę i doprowadzić go do zguby.
Wieczorem szewc udał się do króla i powiedział, że krawiec ciągle się przechwala, że jest w stanie odnaleźć starą koronę, która zaginęła wieki temu. Król wezwał więc krawca i rozkazał odnaleźć koronę albo opuścić stolicę. W tej sytuacji krawiec zdecydował się opuścić miasto. Czynił to z żalem, gdyż dobrze mu się w nim wiodło. Wtedy spotkał na swojej drodze kaczkę, której dzieci kiedyś oszczędził. Ta poinformowała go, że zaginiona korona spoczywa na dnie jej stawu. Szybko zanurkowała i mu ją przyniosła. Krawiec zaniósł ją królowi, który ucieszył się i wręczył krawcowi nagrodę - złoty medal.
Wówczas szewc znów udał się do króla i powiedział mu że krawiec ciągle się przechwala, że potrafi ulepić kopię królewskiego zamku z wosku. Król wezwał krawca i kazał mu tego dokonać, w razie odmowy groził zamknięciem w lochu. Tym razem z pomocą przyszły mu pszczoły, które kiedyś oszczędził. Wykonały dla niego kopię zamku z wosku, którą natychmiast zaniósł królowi. Król był tak zachwycony, że kazał ów miniaturowy zamek postawić w komnacie, a krawcowi dał piękny dom w nagrodę.
Wówczas szewc znów udał się do króla i powiedział, że krawiec dowiedział się, iż na dziecińcu królewskim nie da się zrobić fontanny i chwali się, że on jeden jest w stanie wykonać taką fontannę. Wówczas król wezwał krawca i powiedział, że ma zrobić fontannę na dziedzińcu, a jeśli tego nie zrobi straci głowę. Wtedy z pomocą krawcowi przyszedł źrebak, którego krawiec kiedyś puścił wolno. Źrebak, który w międzyczasie wyrósł na potężnego rumaka, kazał krawcowi wskoczyć na grzbiet. Galopem wbiegli na dziedziniec i trzykrotnie go otoczyli. Wtedy trysnęła ogromna struga wody. Kiedy ujrzał to król osobiście uściskał krawca gratulując mu sukcesu.
Wówczas szewc znów udał się do króla i powiedział mu że krawiec ciągle się przechwala, że może sprawić, iż królowi urodzi się syn (do tej pory rodziły się córki). Król wezwał krawca i powiedział, że jeśli dokona tego że urodzi mu się syn, dostanie królewską córkę za żonę.
Wtedy z pomocą krawcowi przybył znajomy bocian. Oznajmił krawcowi, że to on przynosi dzieci do stolicy. I tego samego dnia przyniósł królowi syna. Wdzięczny król, zgodnie z obietnicą, dał krawcowi córkę za żonę. Na ich wesele buty sporządzić musiał szewc. Po weselu nakazano szewcowi opuścić miasto na zawsze. Odchodząc ze stolicy przez znajomy las, zasnął przy napotkanej szubienicy. Dwa kruki, które tam siedziały zleciały na śpiącego i wydłubały mu oczy. Szewc na oślep rzucił się do ucieczki i już go więcej nie widziano.